# Distrito de Mishima
El distrito de Mishima (三島郡 Mishima-gun?) es un distrito localizado en la prefectura de Osaka, Japón. En julio de 2019 tenía una población estimada de 30.573 habitantes y una densidad de población de 1.819 personas por km². Su área total es de 16,81 km².

## Localidades
- Shimamoto